# Raymond (Canada)
Raymond is een plaats (town) in de Canadese provincie Alberta en telt 3205 inwoners (2006).